# Audan Mamljut
Der Audan Mamljut (kasachisch Мамлют ауданы Mamljut audany, russisch Мамлютский район Mamljutski rajon) ist ein Bezirk im Gebiet Nordkasachstan in Kasachstan.

## Geografie

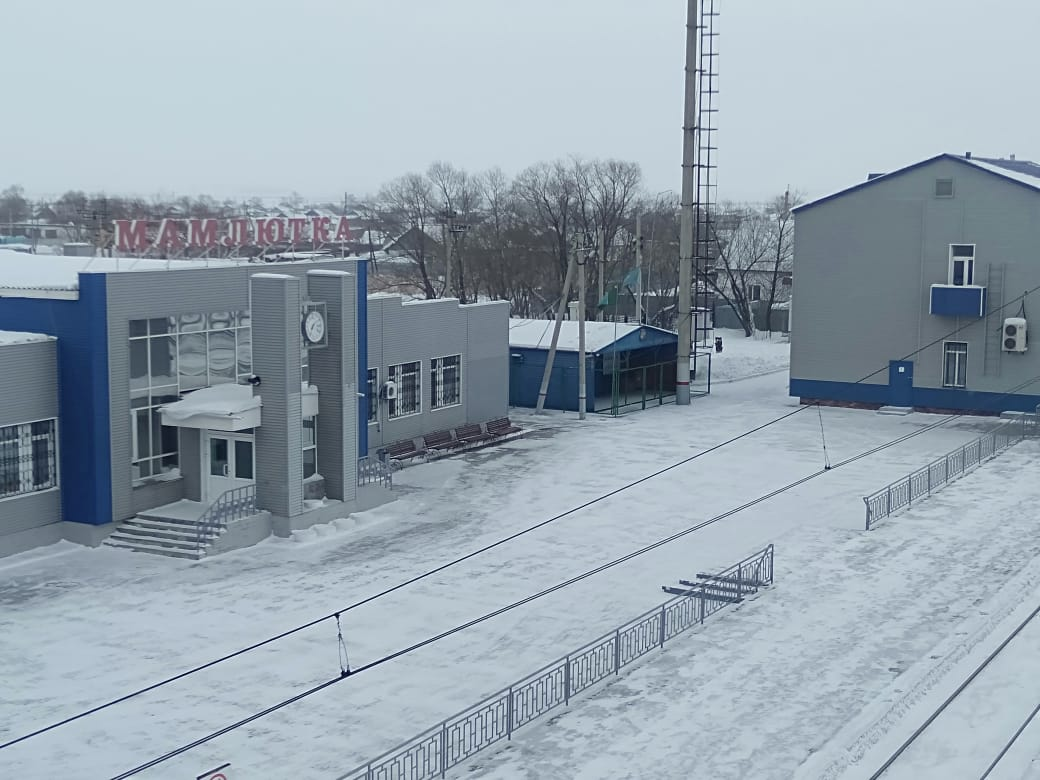
Bahnhof in Mamljut

Der Audan Mamljut liegt im Norden Kasachstans. Er grenzt im Norden an die Oblast Kurgan in Russland, im Westen an den Audan Schambyl, im Osten an den Audan Qysylschar und im Süden an den Audan Jessil.

## Bevölkerung
Bei der Volkszählung 2009 hatte der Audan Mamljut 21.369 Einwohner. Bei der letzten Volkszählung 2021 lebten 17.843 Menschen im Audan. Die Fortschreibung der Bevölkerungszahl ergab zum 1. Januar 2025 eine Einwohnerzahl von 16.884.
| Einwohnerentwicklung               | Einwohnerentwicklung | Einwohnerentwicklung | Einwohnerentwicklung | Einwohnerentwicklung | Einwohnerentwicklung | Einwohnerentwicklung | Einwohnerentwicklung |
| 1939                               | 1959                 | 1970                 | 1979                 | 1989                 | 2009                 | 2021                 | 2025                 |
| ---------------------------------- | -------------------- | -------------------- | -------------------- | -------------------- | -------------------- | -------------------- | -------------------- |
| 24.532                             | 28.751               | 40.813               | 33.037               | 32.660               | 21.369               | 17.843               | 16.884               |
| Anmerkung: Volkszählungsergebnisse |                      |                      |                      |                      |                      |                      |                      |

Bei der Volkszählung von 2009 ergab sich folgende ethnische Zusammensetzung der Bevölkerung:
| Volksgruppe     | Anzahl | Prozent |
| --------------- | ------ | ------- |
| Russen          | 12.414 | 58,09 % |
| Kasachen        | 5.535  | 25,90 % |
| Tataren         | 1.317  | 6,16 %  |
| Deutsche        | 760    | 3,60 %  |
| Ukrainer        | 582    | 2,72 %  |
| Belarussen      | 168    | 0,79 %  |
| Sinti und Roma  | 77     | 0,36 %  |
| Litauer         | 70     | 0,33 %  |
| Aserbaidschaner | 66     | 0,31 %  |
| Tschuwaschen    | 48     | 0,22 %  |
| Polen           | 42     | 0,20 %  |
| Weitere         | 290    | 1,36 %  |

## Verwaltungsgliederung
Die 33 Siedlungen des Audan Mamljut sind in die Stadt Mamljut mit 7.116 Einwohnern (2021) und 11 ländliche Bezirke (kasachisch Ауылдық округ Auyldyq okrug; russisch Сельский округ Selski okrug) gegliedert. Die ländlichen Bezirke sind folgende:
| Ländlicher Bezirk  | Einwohner (2021) | Zentrum            | Siedlungen |
| ------------------ | ---------------- | ------------------ | ---------- |
| Andrejewka         | 795              | Andrejewka         | 3          |
| Beloje             | 950              | Beloje             | 4          |
| Woskressenowka     | 1.274            | Woskressenowka     | 3          |
| Dubrownoje         | 1.355            | Dubrownoje         | 4          |
| Krassnosnamjonnoje | 1.126            | Krassnosnamjonnoje | 3          |
| Qysyläsker         | 599              | Qysyläsker         | 3          |
| Ledenjowo          | 578              | Ledenjowo          | 2          |
| Bike               | 381              | Bike               | 3          |
| Nowomichailowka    | 2.050            | Nowomichailowka    | 4          |
| Prigorodnyj        | 970              | Pokrowka           | 1          |
| Stanow             | 649              | Afonkino           | 2          |

## Persönlichkeiten
- Matrjona Pawlowna Belowa (1917–1979), Milchmädchen der Zuchtfarm „Mamljutski“, Held der sozialistischen Arbeit, in Krassnosnamjonnoje gestorben
- Grigori Maximowitsch Kubrakow (1920–2006), Pädagoge, Nachfolger von Anton Makarenko, in Mamljut gestorben
- Äbu Dosmuchambetow (1920–1943), Oberleutnant der Roten Armee im Zweiten Weltkrieg, Held der Sowjetunion, in Uschkol geboren
- Asylbolat Käkenuly Ysmaghulow (* 1951), Schauspieler und Sänger, in Bostandyq im heutigen ländlichen Bezirk Andrejewka geboren